# A su esquiva amada
A su amada esquiva (título original en inglés: To His Coy Mistress) es un poema libertino del escritor y parlamentario inglés Andrew Marvell. Fue publicado póstumamente en 1681.